# Primer ministre de Rússia
El president del govern de la Federació Russa (en rus:Председатель Правительства Российской Федерации, col·loquialment referit com el primer ministre (en rus:Премьер-министр) és el segon càrrec oficial més poderós de Rússia, que, segons l'article 24 de la Llei constitucional federal sobre el govern de la Federació Russa, encapçala el govern de Rússia.
L'ús del terme "primer ministre" és estrictament informal i no és permès en la Constitució de Rússia ni en altres lleis.
El president del Govern presideix les reunions del gabinet, amb excepció de les ocasions en què aquesta prerrogativa correspon al president de la Federació, i proposa el nomenament dels altres components del Govern (els vicepresidents i ministres federals), l'activitat dels quals dirigeix i coordina. També disposa de potestat reglamentària pròpia limitada, independent de la que correspon al Govern com òrgan col·legiat.
A causa del paper central del president de Rússia en el sistema polític, les activitats de la branca executiva (inclòs el primer ministre) estan influenciades significativament pel cap d'Estat (per exemple, és el president qui nomena i acomiada el primer ministre i els altres membres del govern)

## Història
Durant l'era de l'Imperi rus el president del Consell de ministres rus rebia el nom de primer ministre i era nomenat pel tsar.
En l'era de la Unió Soviètica el cap del Govern era el president dels Comissaris del Consell del Poble (fins a 1946) i el president del Consell de ministres de l'URSS (després de 1946). Els qui tenien aquestes posicions polítiques de vegades rebien el nom de primers ministres o simplement premiers.

## Llista de primers ministres de Rússia postsoviètics
|    | Nom                 | Iníci del mandat       | Fi del mandat          |
|    | Borís Ieltsin       | 6 de novembre de 1991  | 15 de juny de 1992     |
|    | Iegor Gaidar        | 15 de juny de 1992     | 14 de desembre de 1992 |
| 1  | Víktor Txernomirdin | 14 de desembre de 1992 | 23 de març de 1998     |
| 2  | Serguei Kirienko    | 23 de març de 1998     | 23 d'agost de 1998     |
|    | Víktor Txernomirdin | 23 d'agost de 1998     | 11 de setembre de 1998 |
| 3  | Ievgueni Primakov   | 11 de setembre de 1998 | 12 de maig de 1999     |
| 4  | Serguei Stepaixin   | 12 de maig de 1999     | 9 d'agost de 1999      |
| 5  | Vladímir Putin      | 8 d'agost de 1999      | 7 de maig de 2000      |
| 6  | Mikhaïl Kassiànov   | 7 de maig de 2000      | 24 de febrer de 2004   |
|    | Víktor Khristenko   | 24 de febrer de 2004   | 5 de març de 2004      |
| 7  | Mikhaïl Fradkov     | 5 de març de 2004      | 12 de setembre de 2007 |
| 8  | Víktor Zubkov       | 12 de setembre de 2007 | 7 de maig de 2008      |
| 9  | Vladímir Putin      | 7 de maig de 2008      | 7 de maig de 2008      |
|    | Víktor Zubkov       | 7 de maig de 2008      | 8 de maig de 2008      |
| 10 | Dmitri Medvédev     | 8 de maig de 2012      | 15 de gener de 2020    |
| 11 | Mikhaïl Mixustin    | 16 de gener de 2020    | actualitat             |